# Elsevier
Elsevier es una empresa de análisis global de Información (anteriormente sólo era editorial académica) con sede en los Países Bajos que se especializa en contenido científico, técnico y médico. Sus productos incluyen revistas como The Lancet, Cell, la colección ScienceDirect de revistas electrónicas, Trends, la serie Current Opinion, la base de datos de citas en línea Scopus, la herramienta SciVal para medir el rendimiento de la investigación, el motor de búsqueda ClinicalKey para médicos y el servicio de atención del cáncer basado en la evidencia ClinicalPath. Los productos y servicios de Elsevier también incluyen herramientas digitales para la gestión de datos, instrucción, análisis de investigación y evaluación.

## Origen
Elsevier tomó este nombre de una tradicional editorial holandesa de nombre House of Elzevir (Casa de Elzevir). La familia Elzevir tenía operaciones de venta de libros y editorial en los Países Bajos. Su fundador, Lodewijk Elzevir, (1542–1617) vivió en Leiden y estableció su negocio en 1580. La empresa moderna fue fundada en 1880.

## Últimos años
En 2015 Elsevier interpuso una queja en Nueva York contra Sci-hub, alegando infracciones de derechos de autor por parte de dicho repositorio.
En 2017 varias universidades españolas pasaron de negociar acuerdos anuales a plurianuales con Elsevier.
En 2018 todas las instituciones académicas de Alemania y Suecia cancelan sus suscripciones con Elsevier al no llegar a un acuerdo justo En 2019 la Universidad de California decidió que a partir de 2019 no firmaría un nuevo contrato con la empresa debido a que esta quería cobrar dinero adicional a los varios millones de dólares que ya cobraba para que parte de la producción científica de sus académicos fuera de acceso abierto. La universidad declaró que la decisión se daba para no permitir que "Elsevier incrementara sus ganancias a expensas de nuestra institución".